# Confederazione Generale Italiana del Lavoro
De Confederazione Generale Italiana del Lavoro (CGIL) is een Italiaanse vakbond met ongeveer 5,8 miljoen leden.
Ze is aangesloten bij het IVV en de EVV en is op haar beurt de overkoepelende organisatie van 13 vakcentrales.

## Geschiedenis
De vakbond werd opgericht tijdens het 'Pact van Rome' in juni 1944 tussen socialisten, communisten en christendemocraten. In 1950 kwam het echter tot een breuk waarbij zowel de socialisten (UIL) als de christendemocraten (CISL) zich afsplitsten. Sinds zijn ontstaan is de CGIL de grootste vakbond van Italië en, met zijn 5,8 miljoen leden, tevens de grootste in Europa.

## Structuur

### Voorzitters
| Voorzitter           | Aangetreden | Afgetreden |
| -------------------- | ----------- | ---------- |
| Giuseppe Di Vittorio | 1944        | 1957       |
| Agostino Novella     | 1957        | 1970       |
| Luciano Lama         | 1970        | 1986       |
| Antonio Pizzinato    | 1986        | 1988       |
| Bruno Trentin        | 1988        | 1994       |
| Sergio Cofferati     | 1994        | 2002       |
| Guglielmo Epifani    | 2002        | 2010       |
| Susanna Camusso      | 2010        | heden      |

### Vakcentrales
- Federazione Impiegati Operai Metallurgici (FIOM)
- Sindacato Pensionati Italian (SPI)
- Federazione Lavoratori dell'Agro-Industria (FLAI)
- Federazione Italiana dei Lavoratori del Legno, dell'Edilizia, Industrie affini ed Estrattive (FILLEA)
- Federazione Italiana Lavoratori Trasporti (FILT)
- Federazione Italiana Lavoratori Tessili e Abbigliamento (FILTEA)
- Federazione dei Lavoratori della Chimica, dell'Energia e delle Manifatture (FILCEM)
- Federazione Italiana Lavoratori Commercio, Albergo, Mensa e Servizi (FILCAMS)
- Federazione Italiana Sindacale Lavoratori Assicurazione e Credito (FISAC)
- Nuove Identità di Lavoro (NIDIL)
- Sindacato Lavoratori Comunicazione (SLC)
- Federazione dei Lavoratori della Conoscenza (FLC)
- Federazione dei Lavoratori della Funzione Pubblica (FP)